# Политехническая школа (Париж)
Политехническая школа (фр. École Polytechnique) — высшая школа для подготовки инженеров, основанная французскими учёными Гаспаром Монжем и Лазаром Карно в 1794 году. Первоначально располагалась в Латинском квартале Парижа, на горе Сен-Женевьев, a с 1976 года, — в пригороде Парижа Палезо. Учеников и выпускников школы называют «политехниками» (фр. polytechnicien). Кроме того, Политехническую школу называют «Икс» (фр. l'X), а её учеников «иксами», однако точное происхождение этого прозвища неизвестно: или сильный математический уклон преподавания, или герб школы с двумя скрещёнными пушками.
История Школы тесно связана со сложной, наполненной событиями историей Франции, в особенности с французскими революциями, Наполеоном, а также с развитием французской и мировой науки. Во Франции Школа пользуется всенародной известностью и является символом одновременно картезианства и прогресса французской индустрии. Отсюда вышло много великих учёных, знаменитых инженеров и предпринимателей.

## История

### Главные события вкратце
- 1794 г.: Создание «Центральной Школы Государственных Работ», которую переименуют в Политехническую Школу годом позже.
- 1804 г.: Наполеон Бонапарт даёт Школе военный статус и девиз «За Родину, Науку и Славу» (фр. "Pour la Patrie, les Sciences et la Gloire").
- 1970 г.: Школа становится государственным заведением под прямым покровительством Министерства Обороны.
- 1972 г.: Поступление открыто для девушек.
- 1976 г.: Школа переезжает в Палезо (фр. Palaiseau), в 18 км к юго-западу от Парижа.
- 1995 г.: Поступление открыто для иностранцев посредством создания отдельного вступительного конкурса.
- 2000 г.: Реформа преподавания, которая среди всего прочего делает образование четырёхлетним

### Революционное начало
После энтузиазма Французской революции в 1789 г. страна переживает значительные потрясения, сопровождающие свержение Монархии и двумя так называемыми периодами Террора. Молодая Республика должна бороться с врагами как снаружи, так и внутри страны. В начале 1794 г. ситуация практически безнадёжна, и, среди прочих бед, государству негде найти квалифицированные кадры для развития науки и техники. По настоянию нескольких именитых учёных, приверженцев новых идей, 11 июля 1794 г. комитет общественного спасения собирает Комиссию по Государственным Работам, которая и основывает Школу через восемь месяцев. Школа располагается в помещениях Пале-Бурбон, её преподавателей набирают среди самых видных учёных эпохи, а учеников — по конкурсу, который проходит во всей Франции. Первый урок в Школе прошёл 21 декабря 1794 г.
Чтобы те, кто своими знаниями и умом заслужил право поступить в новую Школу не испытывали материальных затруднений, будущим ученикам оплачивают приезд в Париж в первом классе (15 су в день), а также предлагают стипендию в размере 900 франков в год. Ученики проживают вне Школы у особо рекомендованных «хороших граждан», которые должны следить за своими жильцами, как за своими детьми. Школа со своей стороны пристально следит за отношениями учеников и хозяевами жилья, которых называют «чувствительными отцами». Заведующий учебной частью Школы, часто на пару с главным врачом, лично и регулярно совершают обходы по семьям.
В первый год своего существования Школа принимает около 400 учеников разного возраста и школьного уровня. Первые три месяца обучения называются «революционными уроками» и позволяют разделить учеников на три категории: тех, кто может напрямую идти в специальные школы госслужб, тех, кому для этого надо проучиться год, и наконец тех, кому потребуется два года учёбы. Благодаря «революционным урокам», учёба в Школе сразу рассчитана и организована на два года.
Таким образом, сразу после своего создания, Школа Государственных Работ, которую в сентябре 1795 г. переименуют в Политехническую школу, имеет чётко определённую цель: дать своим ученикам сильное научное образование, с математическим, физическим и химическим уклоном и подготовить их к поступлению в специальные школы государственных служб, как, например, Школа Артиллерии и Инженерии, Школа Шахт или Школа Мостов и Дорог.

### Военная школа Империи
В течение 10 лет, с 1794 г. по 1804 г., Школу заканчивают многие знаменитые учёные (см.ниже), например, математики Симеон-Дени Пуассон и Луи Пуансо, физики Жан-Батист Био и Огюстен Френель, химик Луи Гей-Люссак, астроном Франсуа Араго. Успех Школы несомненно объясняет тот факт, что Наполеон Бонапарт берёт в состав своей Египетской научно-военной экспедиции Гаспара Монжа и Луи Бертолле, которые преподавали в то время в Школе, а также 42 учеников и выпускников Школы.
Но в периоды Директории, затем Консульства и Империи, «Иксы» не только ведут себя не лучшим образом за пределами Школы, но более того, им не нравится поворот дел в политике. Чтобы вернуть Школу в нужное русло, Наполеон вводит военный режим и поселяет учеников в казармах. В 1804 Школа переезжает в бывшее помещение Наваррского Колледжа, на горе Сен-Женвьев в Латинском Квартале. Политехническая Школа останется в этом престижном, но неудобном, плохо адаптированном помещении до 1976 года. Наполеону Школа обязана и своим девизом «За Родину, Науку и Славу» (фр. "Pour la Patrie, les Sciences et la Gloire").

### Трудная Реставрация

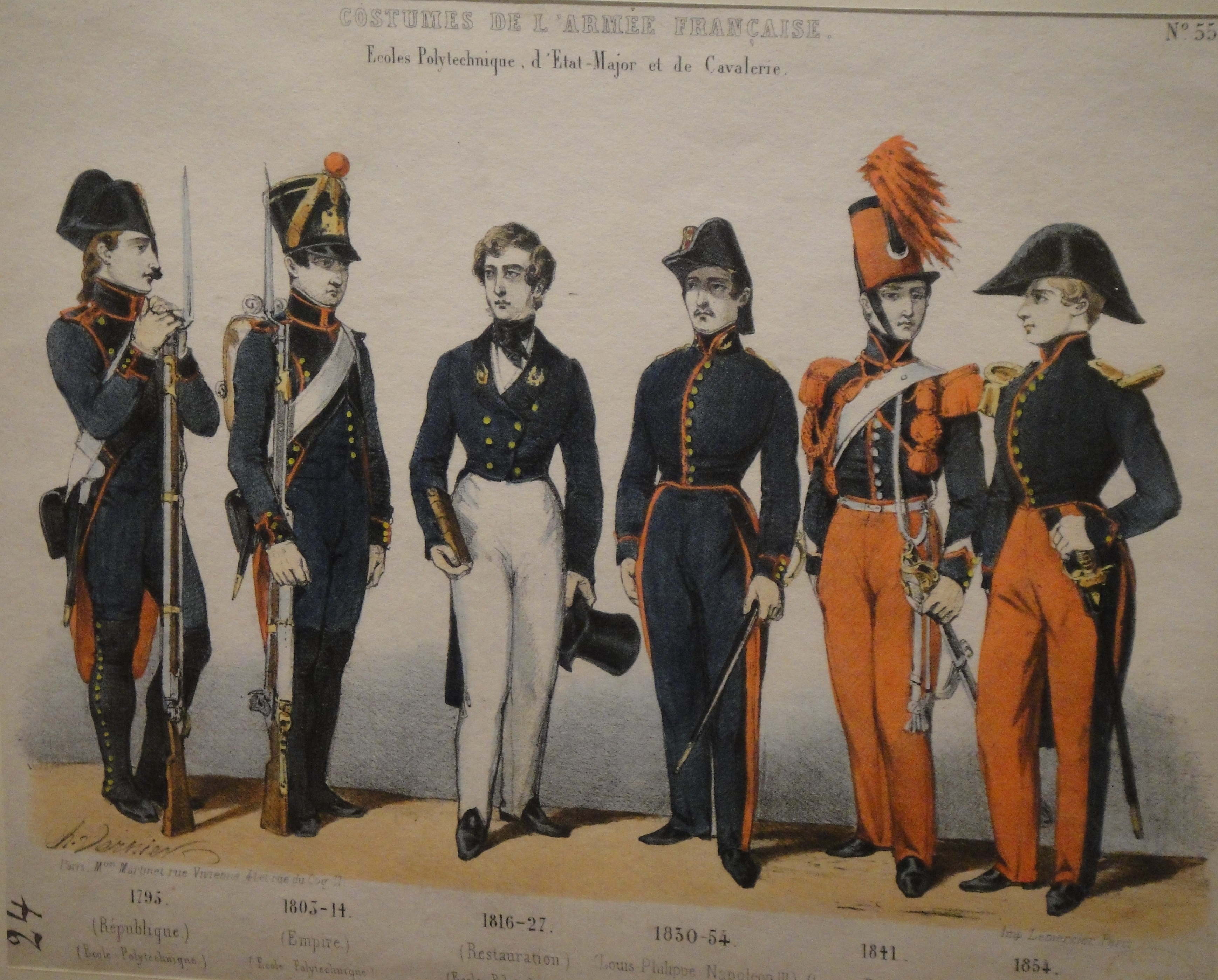
Униформа учеников Политехнической школы, первые четыре изображения слева направо: 1795 г., 1803—1814 г., 1816—1827 г., 1830—1854 г.

Империя никогда не сможет полностью привлечь политически весьма враждебно настроенных учеников Школы на свою сторону, но в 1814 году, когда союзная армия подходит к Парижу, ученики, имеющие за плечами только несколько уроков артиллерии, с удивительной храбростью держат оборону на Барьер де Венсен. Однако их действия не спасают Париж от захвата союзной армией. Наполеон отрекается от престола, и Людовик XVIII, возвращающийся из изгнания, занимает трон. Ученики снова садятся за парты. Затем следуют Сто дней, и ситуация в Школе снова меняется, так как ученики приветствуют возвращение Наполеона и тем самым протестуют против Реставрации.
Власть принимает неадекватные, неуклюжие решения, увольняет Монжа, чем ещё больше злит учеников, которые освистывают правительство и хулиганят на улицах. В 1816 году после особенно дерзкой акции протеста, король увольняет всю Школу. В числе уволенных — философ Огюст Конт, в то время — ученик Школы. Уроки возобновляются в 1817 году в присутствии примерно половины учеников.
Школа теряет военный статус, униформа становится гражданской, но ученики остаются в интернате, а требования дисциплины ещё более усиливаются с появлением религиозных обязанностей, молитвы и мессы. Вместе с тем, главная роль Школы в стране остаётся неизменной — готовить учёных для государственной службы.

### Народная слава Революций1830и 1848 гг.
Ученики находятся в политической оппозиции на протяжении всего правления Людовика XVIII, и их враждебность возрастает при Карле X. Король же лишь ужесточает дисциплинарные требования. Тем не менее, в Школе продолжают преподавать такие выдающиеся учёные, как Коши, Араго, Пти, Дюлонг и Гей-Люссак, в основном, сами выпускники Школы. Впрочем, не стоит удивляться, что ученики встают на сторону народа в 1830 г.
29 июля несколько десятков из них силой выходят из Школы и присоединяются к восставшим, которых они ведут и защищают. Один из учеников, Вано, убит при взятии Вавилонской казармы. Народ полон восхищения и благодарности молодым учёным, отдающим свою жизнь во имя свободы.
Приход на трон Луи Филиппа, хоть и возвращает мир и порядок, всё же не отвечает тем чувствам и требованиям, которые спровоцировали Революцию 1830 г.. Школа вновь получает военный статус, однако ученики продолжают противостоять и новому режиму, который их увольняет в 1832, 1834 и 1844 гг. В 1848 г. «Иксы» снова принимают участие в народных событиях, однако на этот раз скорее в роли посредников между народом и властью. С февраля по апрель 1848 г. они подчиняются временному правительству. Как только порядок восстановлен, они спокойно возвращаются в Школу.

### Вторая Империя: спокойный рабочий период
Принц-Президент, впоследствии ставший императором Наполеоном III, недолюбливает Школу, ученики которой не уважают его, несмотря на сильное давление со стороны военных. Несмотря на это, эпоха больших волнений позади, и ученики посвящают время работе и учёбе. У них до сих пор есть своя политическая позиция, но они не выражают её так открыто и грубо, как в прошлом. В условиях жёсткой дисциплины они пытаются компенсировать недостаток свободы созданием своего собственного «фольклора», совершением различных ритуалов и посвящений и использованием особого жаргона. Эти традиции сильно развиваются после 1860 г.
Многие выпускники Школы идут в Армию и именно эти военные «Иксы» в лице Федерба и Данфера-Рошро спасут честь французской армии после ужасного поражения в франко-прусской войне 1870-71 гг..

### Республиканская школа
Вторая империя, при которой Франция так хорошо развивалась технически и экономически, рушится в одночасье после поражения под Седаном и кровавого подавления Парижской коммуны. В это время ученики находятся вне Парижа, так как Школу заранее убирают в Бордо, а затем в Тур ввиду немецкого наступления. Как только наступает мир, Школа немедленно начинает участие в процессе подъёма нации.
Армия укрепляет свои позиции в качестве главного работодателя Иксов, но и наука не остаётся в стороне: например, курс 1873 г. может гордиться присутствием как будущего маршала Файоля, так и Анри Пуанкаре, вошедшего впоследствии в ряд величайших математиков всех времён. Иксов можно найти во всех делах нации: развитии железнодорожной сети, создание новой промышленности, модернизации городов, завоевании и организации большой колониальной империи, и т. д.
Первая мировая война оставит сильный отпечаток как на Школе в частности, так и на стране в целом. На протяжении всей Войны Иксы мобилизованы, а сама Школа переоборудована в госпиталь. Школа может гордиться тем, что четыре её ученика, ставшие маршалами Франции, а именно, Фош, Файоль, Жоффр и Манури, привели страну к победе в этой Войне. Их именами названы улицы и площади во многих городах Франции. Более 900 учеников и выпускников погибли в результате сражений.
Потери были не менее драматичными и в других Высших учебных заведениях Франции. Можно предположить, что эти потери надолго лишили страну сил, что, в частности, сыграло свою роль в экономическом кризисе 30-х годов и неудачной обороне в 1940 г.
После капитуляции в 1940 г. Школа перемещается в Лион, в свободную зону, и снова становится гражданской. Тем не менее, униформа и военные парады проходят на территории Школы. Интеллектуальные конфликты, вспыхивающие по всей стране, не проходят мимо Школы. Ученики сражаются, и более 400 из них погибают — в их числе Оноре Дэстьен Дорв, Макс Борель, а также генерал Верно.

### Школа, смотрящая в будущее

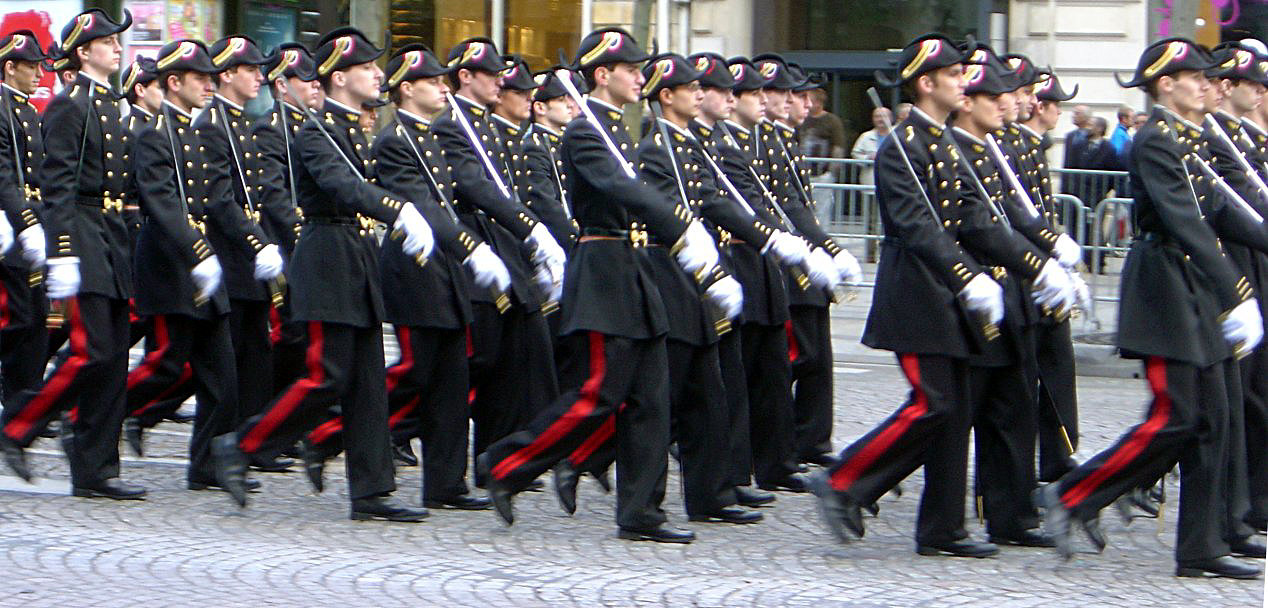
Политехники на параде в День Победы 8 мая 2005 г. на Елисейских Полях.

И снова после военных действий Школа продолжает служить нации. Развиваются научные исследования, а преподавание приспосабливается к нуждам современного общества. В 1972 г. сюда впервые поступают девушки. В 1976 г. Школа с великим сожалением покидает гору Сен-Женвьев и устраивается в просторных помещениях в Палезо, к юго-западу от Парижа.
Политехническая школа полностью открывается международному сообществу. Так, увеличивается и набор иностранных студентов в Школу, и Иксов в зарубежные ВУЗы на специализацию. Сейчас на каждом курсе обучается 500 человек среди которых 100 иностранцы.
В таком недавнем прошлом становится труднее называть конкретные имена, однако Иксы действуют на всём фронте технологического прогресса: разработка атомной энергии, завоевание космоса, телекоммуникации, современный транспорт. Они работают в частных и государственных научно-исследовательских организациях и активно участвуют во всех больших национальных проектах, как в индустриальной сфере, так и в сфере услуг, а также в политике, культуре и спорте.

### Политехническая школа и Россия

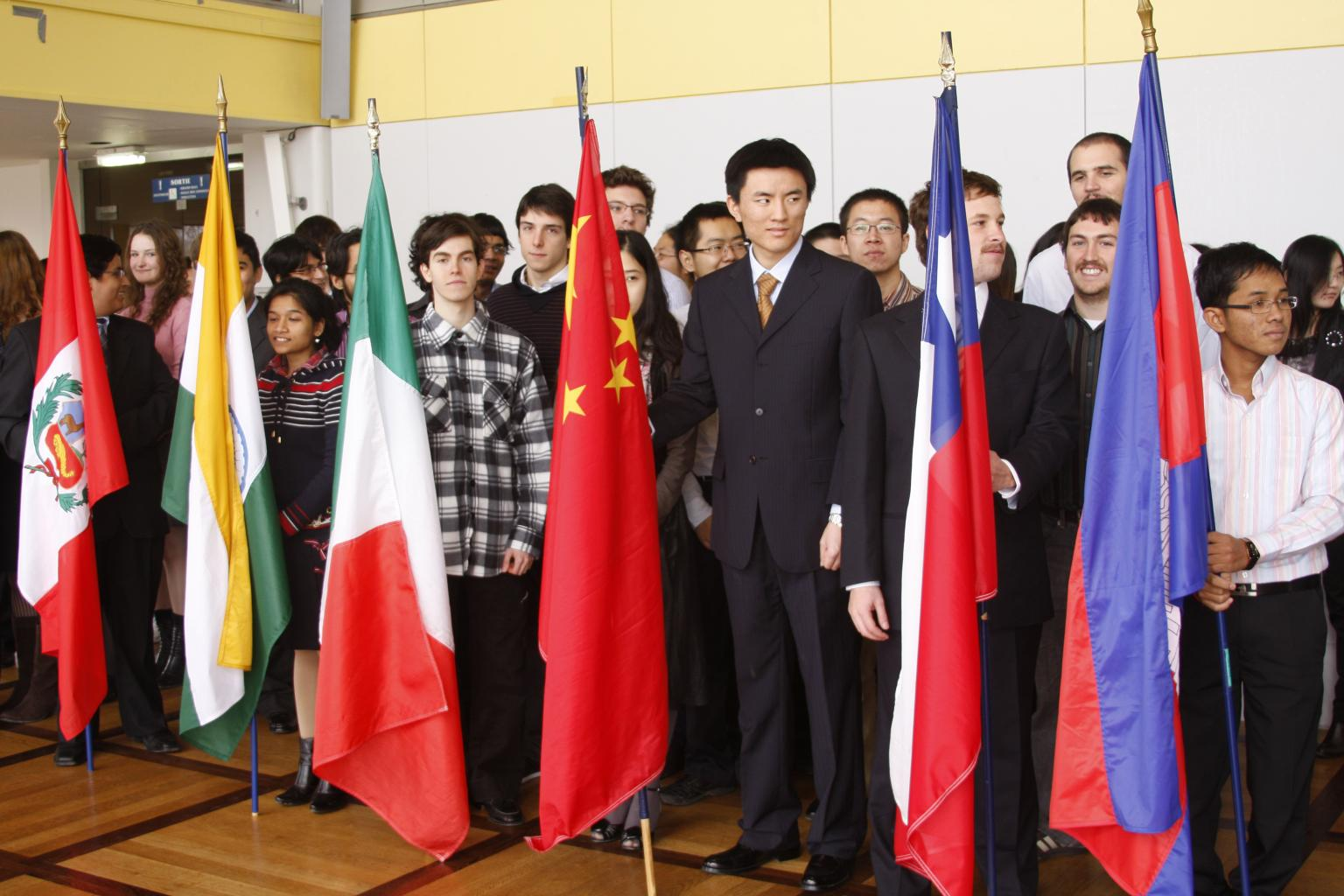
Российские и другие студенты-иностранцы на приветственном собрании у директора Политехнической школы.

После распада СССР отдельные российские студенты частным порядком сдавали экзамены в Политехническую школу и учились там. Убедившись в высоком качестве советской образовательной системы, Политехническая школа решила пойти на заключение официальных договоров с вузами, из которых поступали лучшие студенты. Так, 29 августа 2005 года было подписано соглашение о «двойных дипломах» с Новосибирским государственным университетом, в соответствии с которым студент одного из вузов имеет право прослушать часть курсов в другом, а затем, защитив выпускную работу в обоих вузах, получить два диплома о высшем образовании — российский и французский. Также Политехническая школа является партнером МГТУ им. Н. Э. Баумана и МФТИ.

## Преподавание
В Политехнической школе разделяют три программы обучения: инженерный цикл, магистратура и аспирантура.

### Инженерный цикл
Ядром образовательного процесса является, как раз, инженерный цикл, который состоит из четырёх лет обучения (равносильно 2 — 6 курсам в российском ВУЗе). Набор на инженерный цикл осуществляется по принципу «республиканское право» (фр. mérite républicaine ), то есть через открытый конкурс. У вступительного конкурса имеются три ветви: 1) для студентов-граждан Франции, успешно окончивших «подготовительный класс к высшим школам» (фр. classe préparatoire aux grandes écoles); 2) для студентов-иностранцев, которые также окончили подготовительный класс наравне с французами, таких студентов называют EV1; 3) для студентов-иностранцев окончивших два года иностранного университета в области естественных наук или экономики, так называемые EV2. Для всех трех ветвей конкурса отведено 500 мест: 400 для первой, 40 и 60 для второй и третьей соответственно.

#### Первый год инженерного цикла
Для французских студентов инженерный цикл начинается восьмимесячной военной или гражданской службой, так как французы-студенты Политехнической школы в момент зачисления автоматически становятся офицерами французской армии. Для студентов-иностранцев, владеющих французским языком, это гуманитарный стаж, в течение которого они участвуют в жизни различных благотворительных ассоциаций. Иностранцы, не владеющие французским, в это время изучают язык: первые четыре месяца в школе на юго-западе Франции в городе Вильнёв-сюр-Лот.

## Департаменты
В образовательном процессе в Политехнической школе задействованы 11 различных департаментов.
- Департамент математики
- Департамент прикладной математики
- Департамент физики
- Департамент информатики
- Департамент химии
- Департамент биологии
- Департамент механики
- Департамент экономики
- Департамент гуманитарных и социальных наук
- Департамент языков и культур

В каталоге департамента языков и культур можно найти следующие языки:
- французский (как иностранный)
- английский
- немецкий
- испанский
- итальянский
- русский
- китайский
- японский
- португальский

Для студентов, слабо владеющих тем или иным языком, проводятся стандартные занятия. Для тех же, кто владеет языком выше уровня В1, занятия — тематические. В зависимости от изучаемого языка, в каждом семестре на выбор студента дается около двадцати тематических курсов.

### Департамент гуманитарной и военной подготовки
Этот департамент ответственен, прежде всего, за спортивную подготовку. В начале инженерного цикла студент обязан выбрать один из 15 видов спорта, который он будет практиковать во время своего обучения. Он может выбрать среди следующих видов:
- плавание
- академическая гребля
- спортивное ориентирование
- волейбол
- баскетбол
- футбол
- теннис
- бадминтон
- бокс
- дзюдо
- верховая езда
- регби
- фехтование
- гандбол
- скалолазание

Помимо этого, департамент организует различные конференции гуманитарного, политического, социального и культурного толка, гостями которых зачастую являются президенты советов правления крупнейших французских и международных компаний, а также министры, писатели и другие политические и культурные деятели.

### Кампус École Polytechnique в Палезо

## Кампус Политехнической школы

### Старые корпуса École Polytechnique в Париже (ныне Министерство образования и науки Франции)

вход
фрагмент фасада
фрагмент фасада
фрагмент фасада